# Seat Toledo

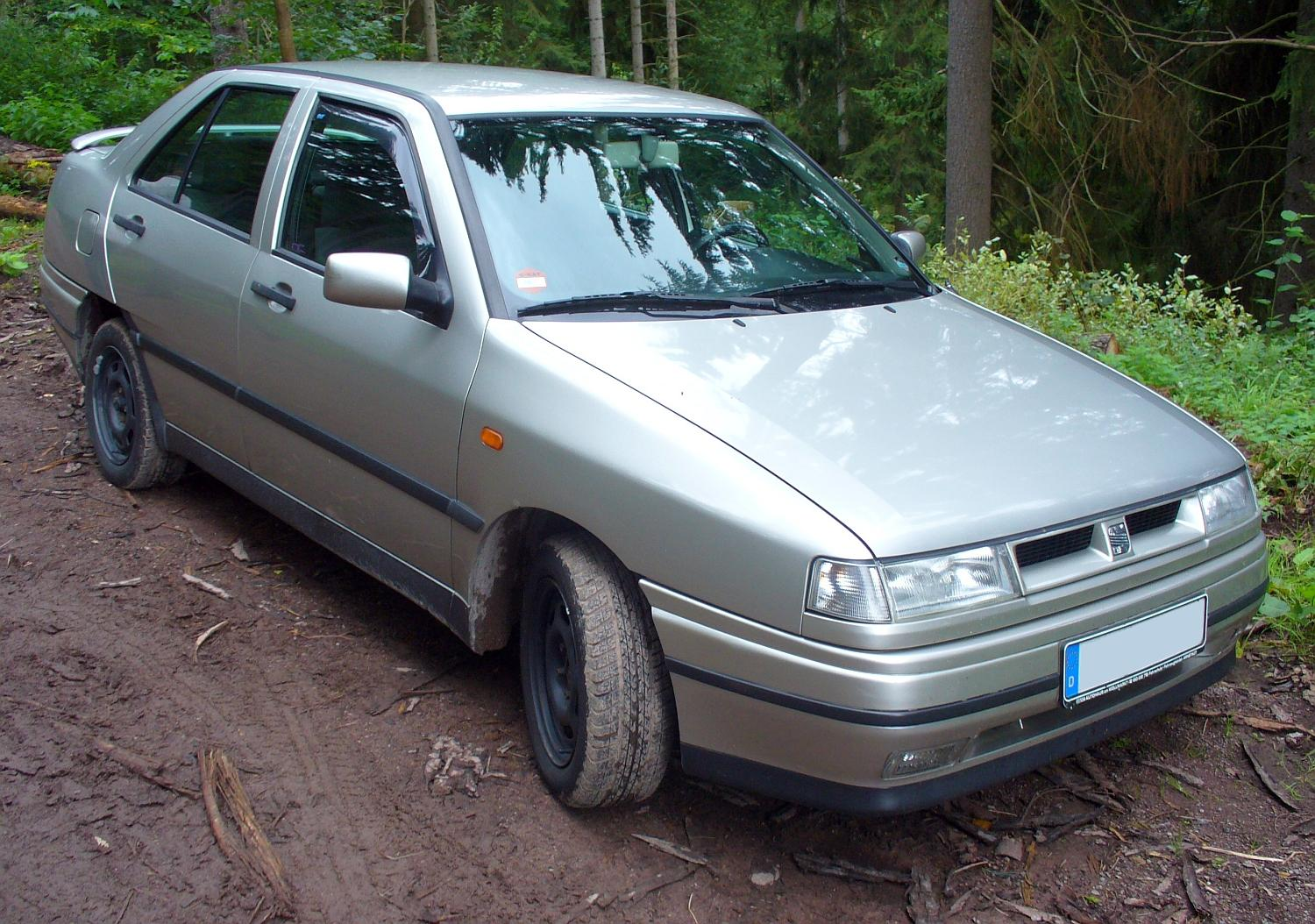
Första generationen

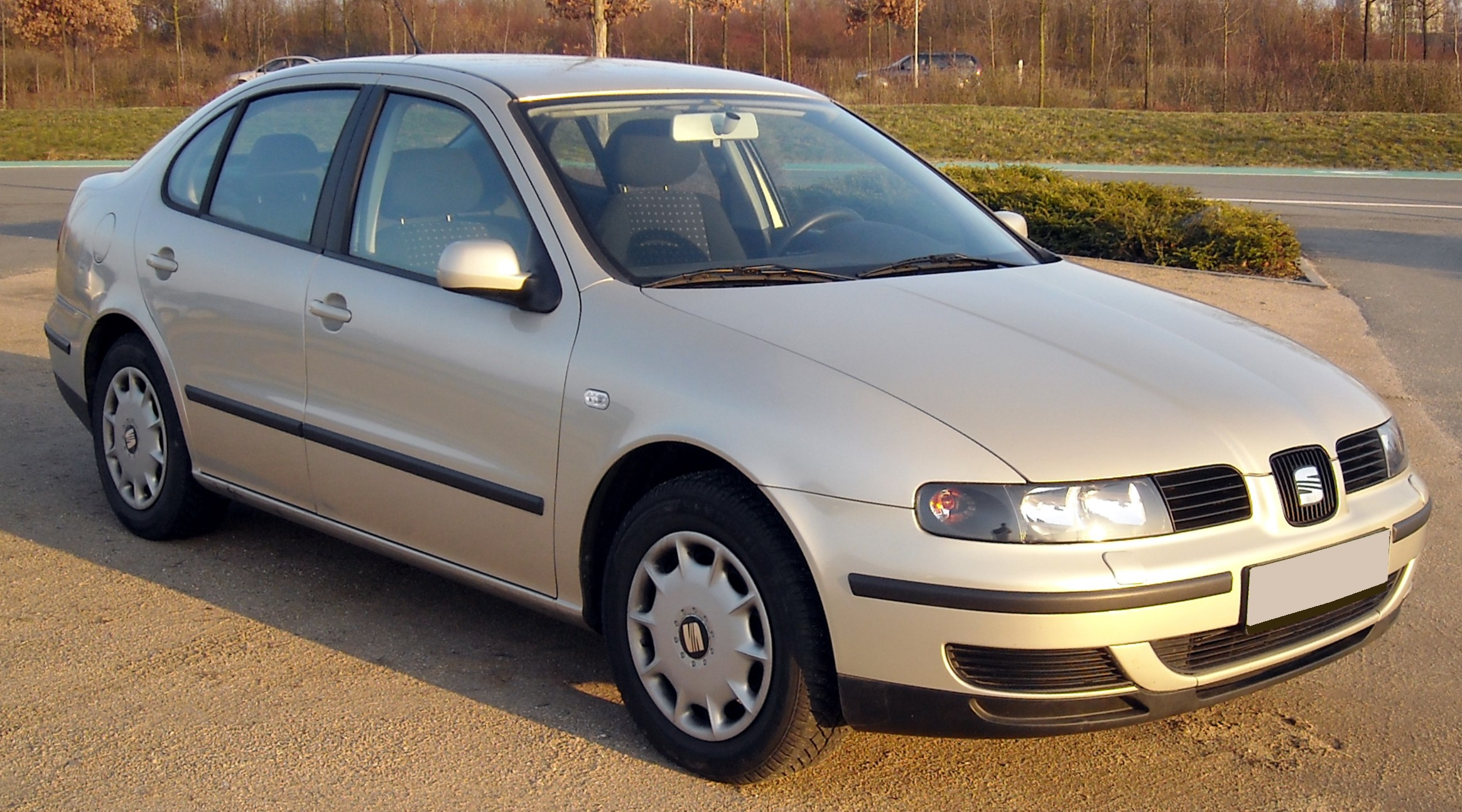
Andra generationen

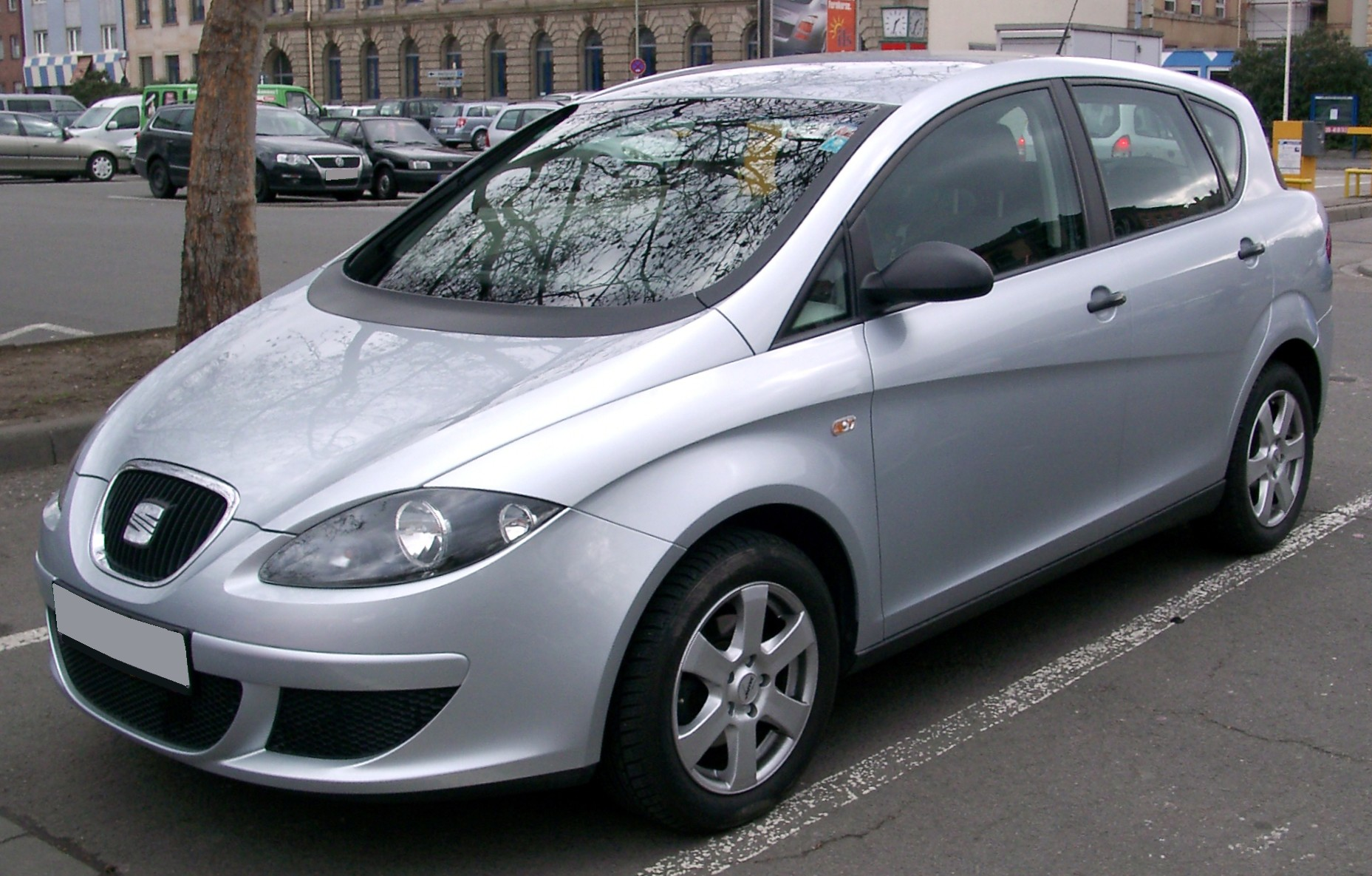
Tredje generationen

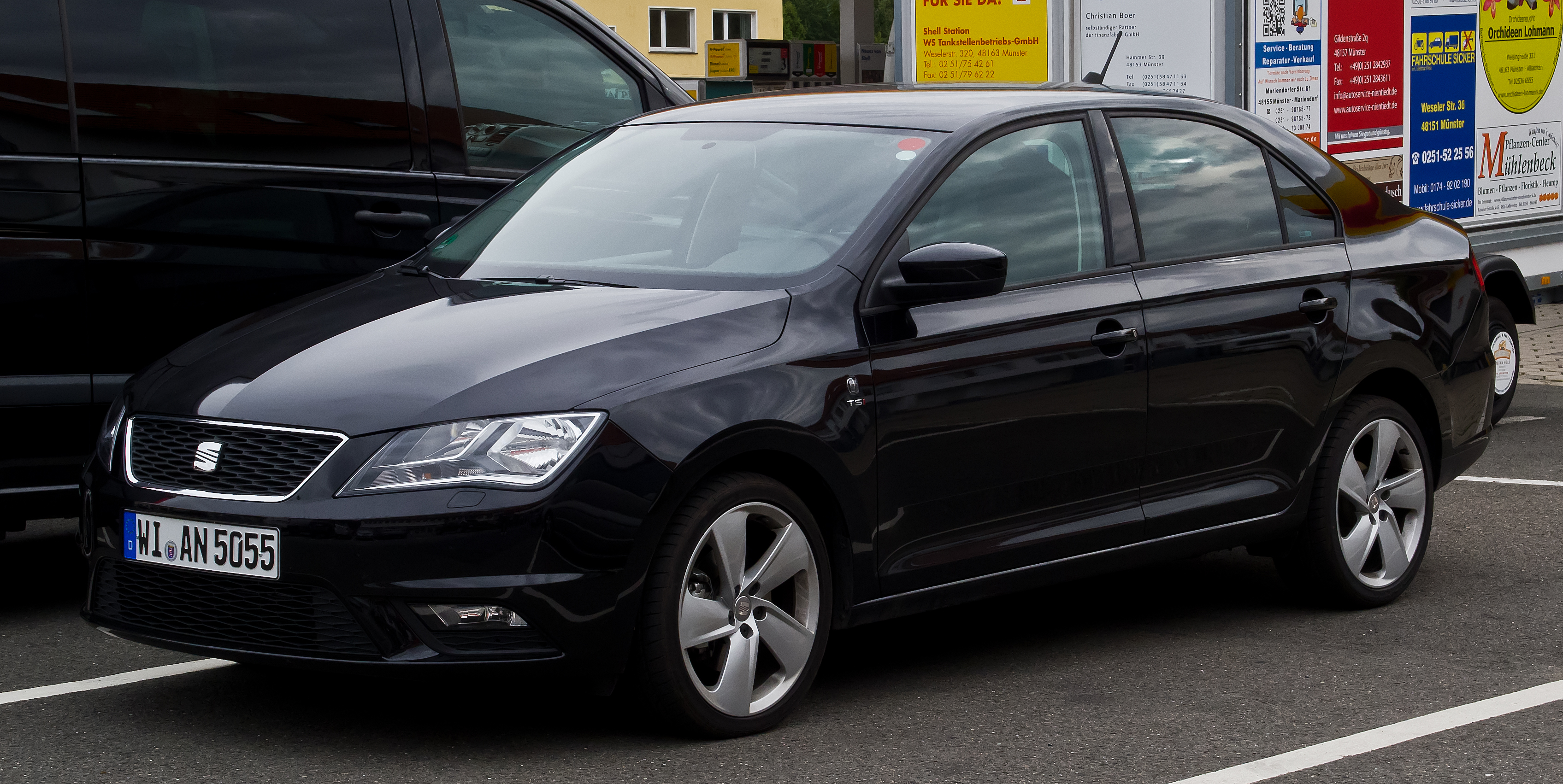
Fjärde generationen 2013.

Seat Toledo är en mellanklassbil från Seat som till storlek och prisklass är jämförbar med exempelvis Škoda Octavia, som den även delar teknik med. Den första generationen kom 1991, andra generationen 1999 och tredje generationen 2004. Halvkombiversionen säljs sedan 1999 under namnet Seat León.
Toledo finns med ett brett urval av motorer, för både bensin och diesel.
Toledo årsmodell 99-05 byggdes i Belgien på samma band som Volkswagen Bora. Dvs allting förutom designen på karossen är en Volkswagen Bora. Instrumentpanelen är hämtad från Audi A3.
Tredje generationens Toledo kom 2004. Till skillnad från föregångarna var denna bil en femdörrars halvkombi. Karossformen var helt ny - i stället för en sedan var den nu en mini-MPV med lite högre kaross. En liknande modell fick namnet Seat Altea, och den hade något kortare bakdel och därmed mindre bagageutrymme. Toledo generation tre tillverkades fram till 2009, sedan upphörde produktionen och Toledo ersattes delvis av Seat Exeo, som hade introducerats året innan. Denna modell var i samma storlek som Toledo, men baserad på en tidigare generation av Audi A4.
Generation fyra kom till modellår 2012. Även denna bil är en halvkombi men med ett mer sedan-liknande utseende än generation tre. Seat Toledo generation fyra byggs i Tjeckien tillsammans med syskonbilen Škoda Rapid. Även om denna generation Toledo till utseendet liknar Seat Leon av samma årsmodeller är det inte samma grundkonstruktion. Toledo bygger på en uppdaterad variant av den plattform som Volkswagen Golf Mk 5 använde, medan Leon använder den modernare MQB-plattformen. Toledo har också en karossform som liknar en sedan, medan Leon finns som halvkombi och kombi. 

## Motoralternativ

### Första generationen
| Bensin: - 1,6 liter (75 hk / 125 Nm) - 1,6 liter (100 hk / 140 Nm) - 1,8 liter (90 hk / 145 Nm) - 1,8 liter 20V (125 hk / 160 Nm) - 2,0 liter (115 hk / 166 Nm) - 2,0 liter 16V (150 hk / 180 Nm) | Diesel: - 1,9 liter (64 hk / 124 Nm) - 1,9 liter Turbo (75 hk / 150 Nm) - 1,9 liter SDI (64 hk / 125 Nm) - 1,9 liter TDI (90 hk / 210 Nm) - 1,9 liter TDI (110 hk / 235 Nm) |

### Andra generationen
| Bensin: - 1,4 liter 16V (75 hk / 126 Nm) - 1,6 liter (100 hk / 145 Nm) - 1,6 liter 16V (105 hk / 148 Nm) - 1,8 liter 20V (125 hk / 170 Nm) - 1,8 liter 20V Turbo (180 hk / 235 Nm) - 2,3 liter V5 (150 hk / 205 Nm) - 2,3 liter V5 20V (170 hk / 220 Nm) | Diesel: - 1,9 liter TDI (90 hk / 210 Nm) - 1,9 liter TDI (110 hk / 235 Nm) - 1,9 liter TDI (130 hk / 310 Nm) - 1,9 liter TDI (150 hk / 320 Nm) |

### Tredje generationen
| Bensin: - 1,6 liter (102 hk / 148 Nm) - 1,8 liter TSI (160 hk / 250 Nm) - 2,0 liter FSI (150 hk / 200 Nm) | Diesel: - 1,9 liter TDI (105 hk / 250 Nm) - 2,0 liter TDI (136 hk / 320 Nm) - 2,0 liter TDI (140 hk / 320 Nm) - 2,0 liter TDI (170 hk / 350 Nm) |

### Fjärde generationen
Eftersom bilen är mindre än tidigare generationen och dessutom har en annan positionering på marknaden är motorerna generellt något mindre och svagare i denna generation. 
| motor             |  | motortyp                  | slagvolym | maxeffekt(varvtal)             | vridmoment (varvtal) |
| ----------------- |  | ------------------------- | --------- | ------------------------------ | -------------------- |
| Bensinmotorer     |  |                           |           |                                |                      |
| 1.2 MPI           |  | rak 3-cylindrig DOHC 12 v | 1,198 cm2 | 75 hk (55 kW; 74 hk) @ 5,400   | 112 Nm @ 3,750       |
| 1.2 TSI           |  | rak 4-cylindrig SOHC 8v   | 1,197 cm2 | 85 hk (63 kW; 84 hk) @ 4,800   | 160 Nm @ 1,500-3,500 |
| 1.2 TSI Ecomotive |  | rak 4-cylindrig SOHC 8v   | 1,197 cm2 | 105 hk (77 kW; 104 hk) @ 5,000 | 175 Nm @ 1,550-4,100 |
| 1.4 TSI           |  | rak 4-cylindrig DOHC 16v  | 1,390 cm2 | 122 hk (90 kW; 120 hk) @ 5,000 | 200 Nm @ 1,500-4,000 |
| Dieselmotorer     |  |                           |           |                                |                      |
| 1.6 TDI           |  | rak 4-cylindrig DOHC 16v  | 1,598 cm2 | 90 hk (66 kW; 89 hk) @ 4,200   | 230 Nm @ 1,500-2,500 |
| 1.6 TDI Ecomotive |  | rak 4-cylindrig DOHC 16v  | 1,598 cm2 | 105 hk (77 kW; 104 hk) @ 4,400 | 250 Nm @ 1,500-2,500 |